# 펀자브주 (파키스탄)
펀자브주(우르두어: صوبہ پنجاب, Punjab Province, 펀자브어: ਪੰਜਾਬ/پنجاب )는 파키스탄의 한 주이다. 면적은 205,344 km2, 인구는 2013년 현재 101,000,000 명이다. 인구밀도 490/km2. 인구는 파키스탄의 주 중에서 가장 많고 비옥하다. "펀자브"라는 말은 다섯 개의 강이라는 뜻을 가지고 있는데, 펀자브 지역에는 베아스강, 라비강, 체나브강, 수틀레지강, 젤룸강 등 다섯 개의 인더스강의 지류가 있다.

## 같이 보기
- 펀자브